# Jacinto Mariano de Villegas
Jacinto Mariano de Villegas o bien Jacinto Mariano Villegas del Campo, más conocido como Jacinto de Villegas o simplemente Jacinto Villegas y nacido como Jacinto Mariano de Villegas Machado Manzanares y del Campo Maciel (Buenos Aires, 11 de septiembre de 1819 - Montevideo, 17 de octubre de 1896) fue un político, militar, hacendado y funcionario argentino que como opositor al gobernador de Buenos Aires, el brigadier Juan Manuel de Rosas, actuó a finales de 1840 en la batalla de Quebracho Herrado comandada por el general Juan Galo Lavalle. Posteriormente a la caída de Rosas y estando en el exilio, fue nombrado cónsul y ministro plenipotenciario en el Estado Oriental del Uruguay, Imperio del Brasil y República del Perú. Su labor es considerada como un antecedente de la firma del Tratado de Asunción, que más de un siglo después, formalizaría al Mercosur. Era hijo del jurista patriota Miguel Mariano de Villegas, hermano de los doctores Sixto y Miguel Francisco de Villegas, bisnieto materno del teniente de gobernador santafesino Joaquín Maciel y Lacoizqueta y tataranieto del alcalde sucesivo de Corrientes y Santa Fe, el maestre de campo Manuel Maciel y Cabral de Alpoin.

## Biografía hasta convertirse en un exiliado unitario

### Origen familiar y primeros años

Provincias Unidas del Río de la Plata en 1823. Con los territorios de Tarija, Puna de Atacama, Tandilia, Carmen de Patagones e islas Malvinas, y nominalmente con la Patagonia occidental y el Chaco centro-meridional. La «Provincia Oriental», ocupada por el reino luso-brasileño desde 1817 - 1825, se terminó independizando definitivamente en 1830 como Uruguay. El territorio de Charcas, ocupado por los realistas peruanos desde 1811 - 1812 y 1817 - 1825, se independizó como Bolivia, anexando en 1826 la Puna jujeña (hasta 1839), la Puna de Atacama (hasta 1879) y Tarija, siendo todos de la entonces provincia de Salta. El «Gobierno de las Misiones Guaraníes», ocupada en parte por el Virreinato del Brasil en 1801 que se anexó las «Misiones Orientales» y ocupó temporalmente las occidentales del río Uruguay en el año 1817. Y por último, el Estado autónomo del Paraguay en 1811 había anexado las misiones occidentales del río Paraná, en 1822 las orientales del mismo río hasta 1832 y nuevamente desde 1834, sumado a que en 1841 hasta 1865 terminaría por ocupar el resto de la actual provincia de Misiones. La República del Paraguay se independizó definitivamente de la Confederación Argentina, el 25 de noviembre de 1842, siendo reconocida por esta última diez años después.

Jacinto Mariano de Villegas nació el 11 de septiembre de 1819 en Buenos Aires, capital de las Provincias Unidas del Río de la Plata, en el seno de una distinguida familia hidalga hispano-argentina, siendo hijo del doctor Miguel Mariano de Villegas y de Juana María de Jesús del Campo Forgueras y Maciel Lacoizqueta Valdivieso (Santa Fe, 1792 - Buenos Aires, 1863). Jacinto sería bautizado el día 15 de septiembre del año de nacimiento.
Tuvo cuatro hermanos de los cuales dos fueron jurisconsultos: el doctor Miguel Francisco Nicolás de Villegas que también actuaría como militar en el bando unitario de las guerras civiles argentinas y con el grado de teniente coronel en la Guerra de la Triple Alianza, y el doctor Sixto Villegas quien como juez emitiría sentencia contra el exiliado brigadier Rosas, además de Antonio Miguel y Andrés Miguel de Villegas, y era primo del famoso literato argentino Estanislao del Campo.
Sus tíos maternos también eran unitarios: el teniente coronel Juan Estanislao del Campo que conformó la comitiva que llevó los despojos del general Lavalle, y Fernando Alfaro Maciel quien se había instalado en la Patagonia argentina desde 1821, en Bahía San Blas y Carmen de Patagones, y que durante la Guerra del Brasil se desempeñaba como juez de paz desde 1825 cuando actuó heroicamente en la batalla de Carmen de Patagones ocurrida el 7 de marzo de 1827, entre milicias rioplatenses —a las órdenes del coronel Martín Lacarra— y las tropas de la marina imperial, las cuales serían derrotadas.

### Antecedentes de los bandos colorado-unitario y nacional-federal

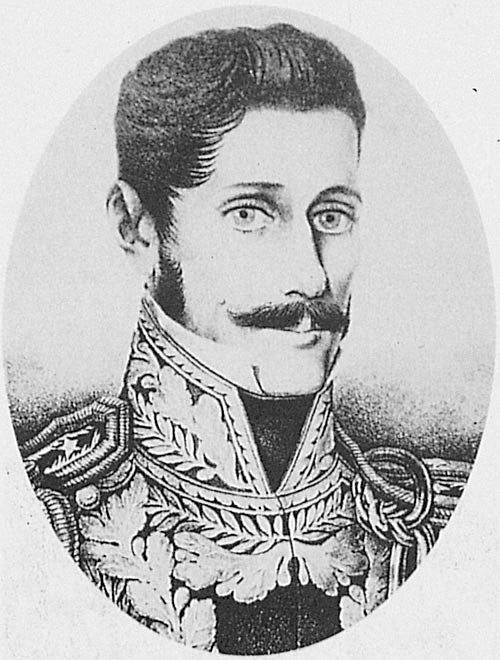
Manuel Oribe.

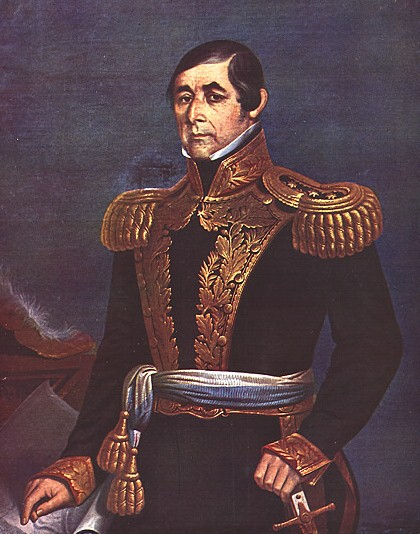
Fructuoso Rivera.

Jacinto militó en política desde muy joven, hacia 1835, y figuró al igual que su familia como opositor al segundo gobierno del brigadier Juan Manuel de Rosas, cuyo apellido original era Ortiz de Rozas y López de Osornio, quien desde la campaña de los Treinta y Tres Orientales había formado una fuerte alianza con el general oriental Manuel Oribe, fundador del Partido Nacional uruguayo.
En el Estado Oriental del Uruguay, Fructuoso Rivera del Partido Colorado que fue reforzado con tropas riograndenses —muy a pesar del coronel Pedro José Viera, entre otros, que se encontraba en la Revolución Farroupilha— consiguió derrotar al rosista Oribe el 22 de octubre de 1837, en la batalla de Yucutujá (en el actual departamento de Artigas).
Poco después, si bien fue derrotado en el encuentro bélico del río Yí, la victoria de la batalla de Palmar del 15 de junio de 1838 fue decisiva, quedando el Estado en manos del general Rivera. Además, el bloqueo francés al puerto de Buenos Aires, dejó incomunicado al general Oribe con su aliado, el gobernador bonaerense. Presionado desde el río y sitiado en la capital, Oribe presentó su renuncia el 24 de octubre del mismo año y pasó a Buenos Aires, donde Rosas lo recibió como presidente legal del Uruguay y utilizando su experiencia militar, lo incorporó al ejército que comandaba por entonces, en la lucha contra el Partido Unitario.
En el año 1840 se inició una guerra civil en el Litoral argentino contra el brigadier Rosas. El ejército unitario dirigido por el general Juan Galo Lavalle invadió Entre Ríos con tropas de Corrientes y unos cuatro mil exiliados unitarios porteños, enfrentándose al ejército federal entrerriano de 5.000 hombres, a las órdenes de su gobernador brigadier Pascual Echagüe, en la batalla de Sauce Grande y en la de San Cristóbal.
Se formaba simultáneamente la Coalición del Norte de 2.000 hombres, conformada por los gobiernos de cinco provincias opuestas al régimen rosista, comandado por el coronel mayor Gregorio Aráoz de Lamadrid, logrando frenar el ataque que le dirigieron el coronel Nazario Benavídez y el brigadier Juan Felipe Ibarra, gobernadores de San Juan y de Santiago del Estero respectivamente. Luego ocupó la provincia de Córdoba, ayudando a colocar allí un gobierno liberal, aliado de la Coalición.

Confederación Argentina en 1841. Sin la Puna de Atacama —anexada por Bolivia desde 1826-1879 y luego por Chile hasta 1884— ni la actual provincia de Misiones (ocupada aquel año por el entonces Estado autónomo del Paraguay hasta 1865).
- En VERDE: la Coalición del Norte.
- En CELESTE: la nueva Liga Federal rosista.
- Líneas VIOLETAS: la expedición de Lavalle.

### Campañas militares antirrosistas del general Lavalle

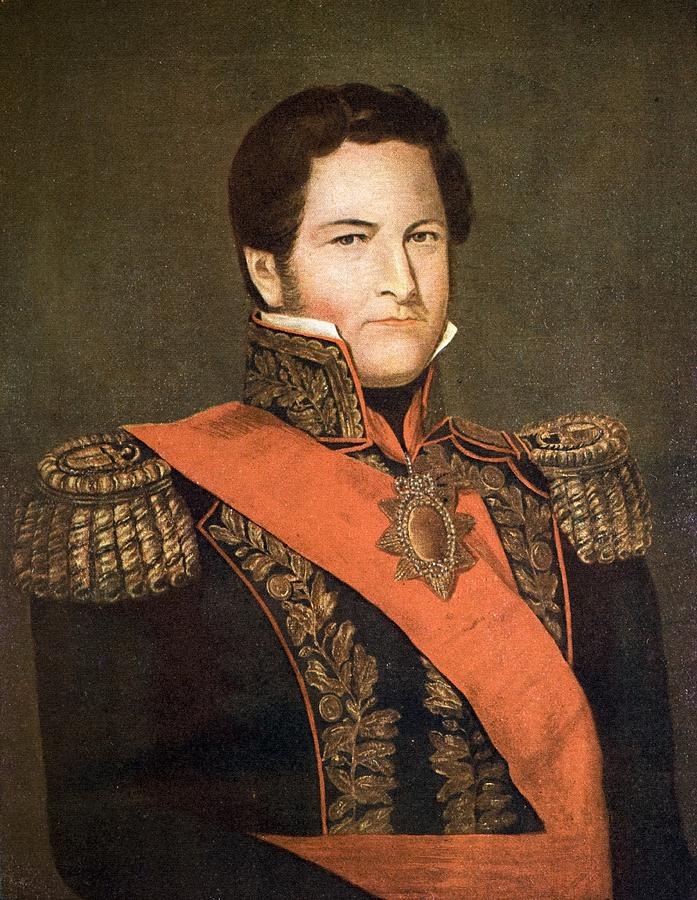
Juan Manuel de Rosas.

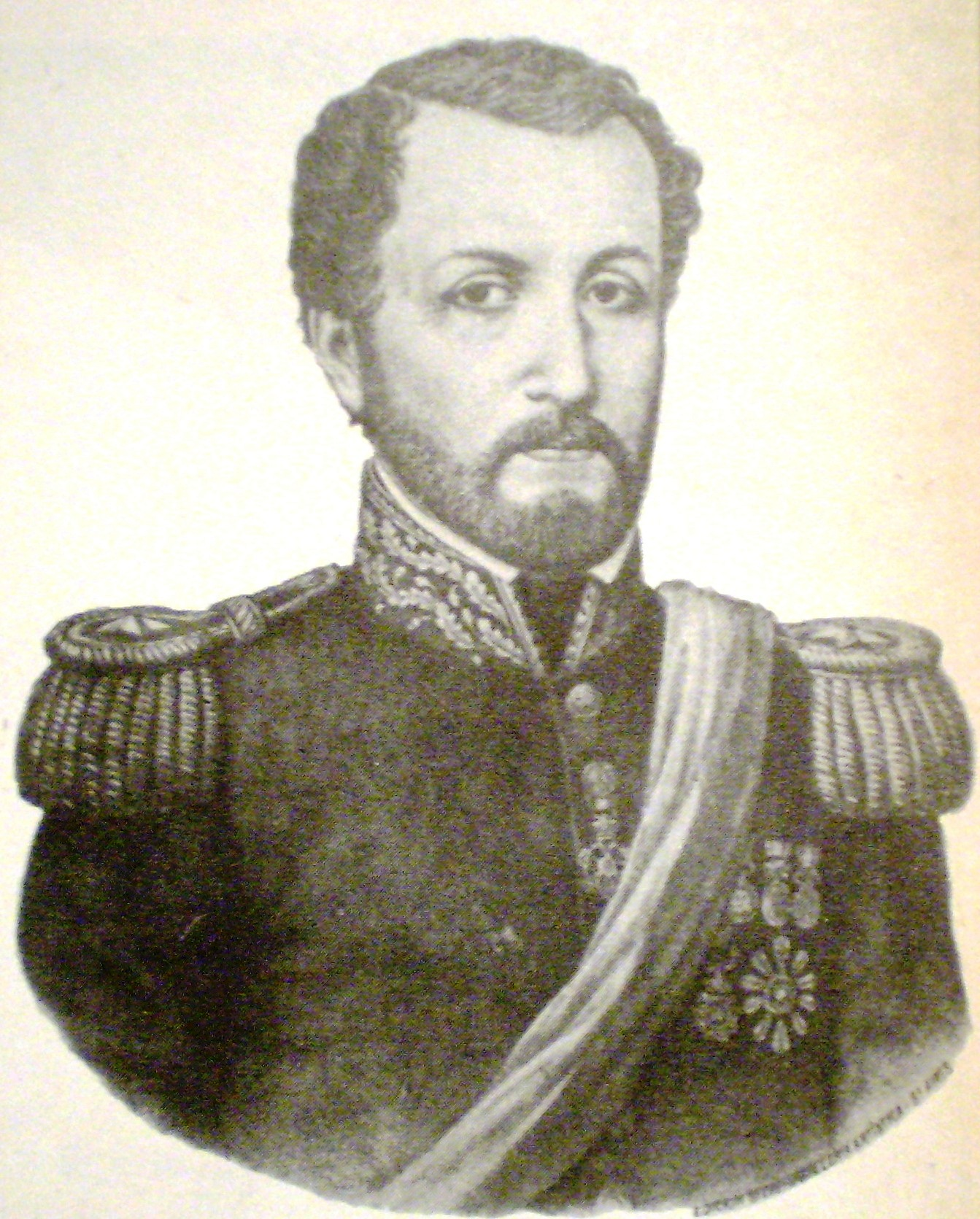
Juan Galo Lavalle.

En el contexto de las guerras civiles argentinas, Jacinto Mariano de Villegas se enroló en el ejército unitario del general Juan Galo Lavalle, y bajo su mando actuaron en la batalla de Quebracho Herrado el 28 de noviembre de 1840, junto a su homónimo Benjamín Villegas Dávila —hijo del doctor Alejo Villegas— en el oriente de la provincia de Córdoba.
En dicha batalla se enfrentaron sus fuerzas contra el ejército federal argentino de la Coalición del Norte formada por las provincias de Tucumán, Salta, La Rioja, Catamarca y Jujuy, pero fueron derrotados. También fueron vencidos en la batalla de Famaillá, el 17 de setiembre de 1841.
Como consecuencia de las derrotas sufridas por el ejército unitario, Jacinto Villegas debió exiliarse en el Uruguay y el general Lavalle, en su expedición hacia el norte argentino, terminó huyendo hacia la ciudad de Salta, donde pensaba entablar una resistencia de guerrillas pero cuando los correntinos que lo acompañaban sin permiso del gobernador Pedro Ferré, lo abandonaron y regresaron a la provincia de Corrientes atravesando la región chaqueña, provocó que el general retrocediera hacia la ciudad de San Salvador de Jujuy.
El 9 de octubre del mismo año, los federales dieron con la casa donde se encontraba Lavalle y dispararon a la puerta, cuyas balas hirieron de muerte a Lavalle, quien murió horas más tarde ese mismo día.
Le tocó reconocer el cadáver del general Lavalle al doctor español Gabriel Cuñado, luego del cual serían llevado algunos de sus despojos a la ciudad de Tarija, acompañándolo una comitiva de la que formaba parte el teniente coronel Juan Estanislao del Campo quien fuera tío materno de Jacinto Villegas, entre otros.

### Exilio de Villegas en el Uruguay

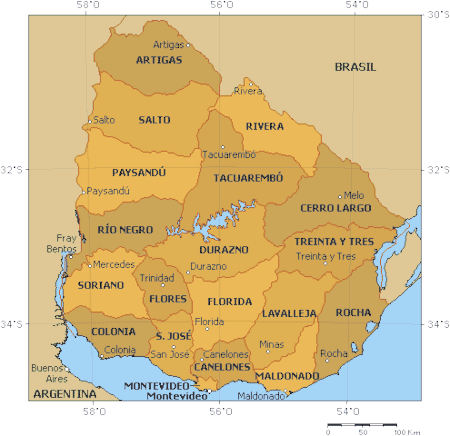
República Oriental del Uruguay.

En 1842, una vez instalado en Montevideo, Jacinto Mariano de la Natividad Villegas publicó un folleto titulado:

"Rasgos de la Política de Rosas: o escenas de barbarie, seguidas a la Batalla del Quebracho. Por un testigo presencial y paciente."

Se imprimió por los tórculos de la Imprenta del Comercio del Plata en el citado año, y luego se hizo una segunda edición en Buenos Aires, en 1854. En él, Villegas hace un relato de los sucesos posteriores a la batalla de Quebracho Herrado, la toma de la infantería del ejército del general Lavalle, la actuación del coronel José Javier Díaz y las escenas de barbarie contra los prisioneros, entre otras cosas. Luego de la caída del Restaurador de las Leyes el 3 de febrero de 1852, volvió a su querida ciudad natal, en el mismo año.

## Cónsul en el Estado Oriental del Uruguay

### Guerras civiles uruguayas
En el entonces Estado Oriental del Uruguay, los primeros cuarenta años luego de la independencia fueron testigos de una gran inestabilidad política:
- Continuos enfrentamientos entre blancos y colorados.
- Guerra Grande y el largo sitio de Montevideo.
- País dividido entre dos gobiernos rivales.
- Graves intromisiones en sus asuntos internos por parte de la República Argentina y el Imperio del Brasil.
- Golpes de estado y revoluciones.
- Guerra de la Triple Alianza contra Paraguay.
- Revolución de las Lanzas.

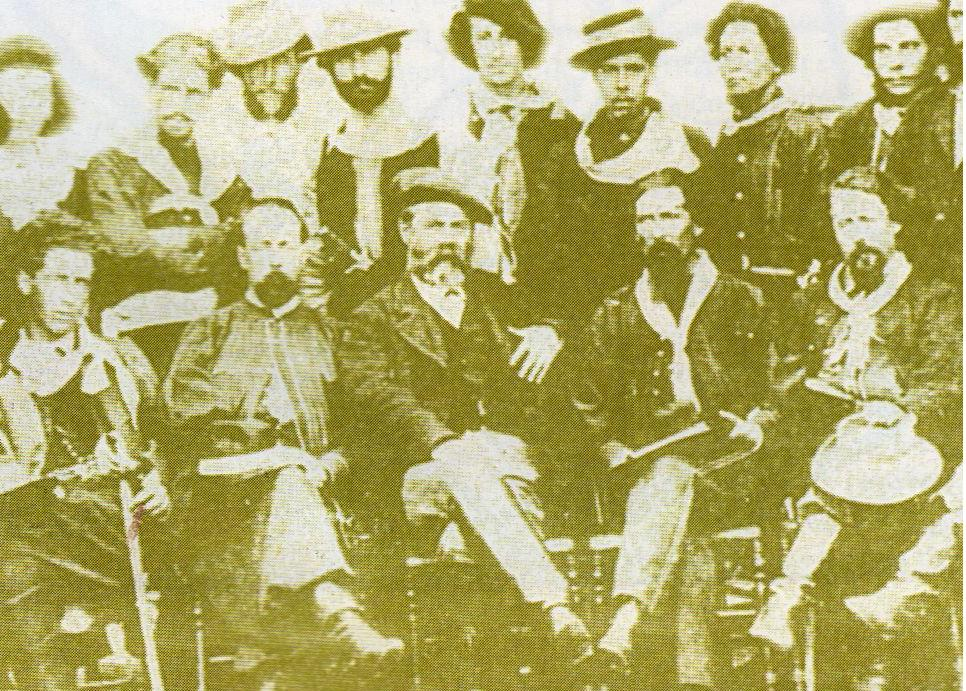
Revolucionarios de las Lanzas y su comandante Timoteo Aparicio.

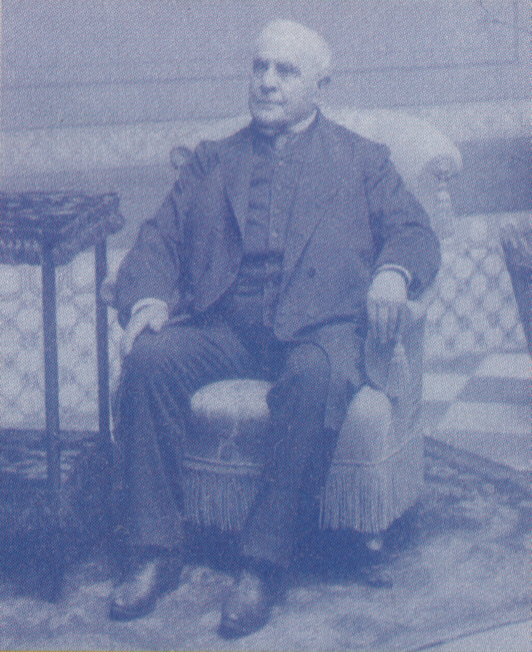
Tomás Gomensoro.

En noviembre de 1871 las conversaciones se reanudaron con mediación del gobierno argentino y así comenzó una etapa de resolución más pacífica de las situaciones políticas. Hubo un primer intento de diálogo entre los representantes del gobierno uruguayo del entonces presidente Lorenzo Batlle con Ángel Muniz. Más tarde en Buenos Aires, Andrés Lamas con Cándido Juanicó, entre otros, negoció en nombre del gobierno a través del ministro de Relaciones Exteriores argentino, Carlos Tejedor.
El 5 de enero de 1872 se acordó una paz sobre la base de una amnistía general, elecciones con garantías de legalidad y la provisión de jefes políticos en seis de los entonces trece departamentos. Después de numerosos debates por cuestiones de detalle, Timoteo Aparicio firmó el 22 de febrero un acuerdo. Por entonces el gobierno había declarado que Andrés Lamas se había excedido en sus atribuciones, destituyéndole y anulando así el pacto.
El 1 de marzo del citado año, el presidente uruguayo Lorenzo Batlle sin haber podido controlar la situación, entregó el poder al Presidente del Senado Tomás Gomensoro quien gobernaría interinamente, y finalmente llegaría a un acuerdo con los insurrectos a través del pacto conocido como Paz de Abril.

### Mediador del tratado de paz
En 1872 Jacinto Villegas volvió a Montevideo —ciudad que conocía muy bien por haber vivido en ella durante su exilio— pero esta vez desempeñándose como cónsul argentino. Reanudó las conversaciones con los sublevados mediando entre ellos y el presidente interino uruguayo Tomás Gomensoro, por el cual el 6 de abril del citado año se firmó el tratado de paz en Montevideo sobre el acuerdo básico de enero, y en el que se reconciliaba a los dos partidos tradicionales de Uruguay que se venían enfrentando en forma cruenta, poniendo fin de esta manera a una larga etapa de continuas revoluciones (aunque siguieron ocurriendo pequeñas guerras civiles a una fecha tan tardía como el año 1904). El gobierno concedió verbalmente a los blancos la Jefatura Política de cuatro departamentos: Cerro Largo (que incluía parte de Treinta y Tres), Florida, Canelones y San José (que incluía el de Flores).

### Permiso de explotación en la Patagonia argentina

El río Santa Cruz (y el afluente río Chico, por el norte) y su desembocadura en el mar Argentino, con la pequeña isla fluvial Pavón colonizada desde 1859 por el marino patriota Luis Piedrabuena —cruzada por la actual ruta Nacional 3, en el extremo occidental de la actual ciudad Comandante Luis Piedrabuena, ubicada en el ángulo superior izquierdo del mapa— y con el Puerto Santa Cruz fundado en 1878 por el comodoro Luis Py, al sur de cañadón Misioneros.

Mientras tanto en la Patagonia argentina del cacique mayor tehuelche y teniente coronel del ejército Casimiro Biguá que falleciera en el año 1874, su sucesor Papón con el apoyo de setecientos tehuelches desatendió los tratados entre su padre, caciques principales y el gobierno argentino con respecto a la soberanía nacional hasta el estrecho de Magallanes, en donde hizo valer la toma de posesión por Chile, estableciendo una alianza con el sargento mayor Diego Dublé Almeyda, gobernador de la «Colonia de Magallanes» desde septiembre del mismo año.
Por dicha traición se otorgaron en la ciudad de Buenos Aires el 22 de enero de 1876, durante la presidencia de Nicolás Avellaneda (1874-1880), autorizaciones para la explotación de guano en la zona de la caleta e isla Monte León, ubicado en el litoral marítimo y a unos 35 km al sudoeste de la desembocadura del río Santa Cruz.
De esta forma, como cónsul general argentino, Jacinto Villegas otorgó desde Montevideo una autorización oficial a la goleta francesa Jeanne Amelie que estaba al mando del capitán Pierre Guillaume  para la extracción de guano, la cual comenzó sus labores el 15 de febrero del mismo año. Al llegar la noticia a Chile, este país envió la cañonera Magallanes capitaneada por Juan José Latorre, que la apresó y cuando era llevada rumbo a Punta Arenas se hundió el 27 de abril de 1876, entrando al estrecho citado y empeorando la situación entre ambos países.
Por lo cual el gobierno argentino envió la Expedición Py con la corbeta Cabo de Hornos del comandante Luis Piedrabuena y su segundo Martín Rivadavia en el cual se había implementado una sanidad militar con la incorporación del médico Federico R. Cuñado que actuaba como cirujano de primera clase. Finalmente llegaron a destino el 1.º de diciembre de 1878 y procedieron a izar la Bandera de la Argentina en la cumbre del cerro Misioneros a orillas del citado río, y en su margen diestra o meridional, fundaron el Puerto Santa Cruz para formalizar la toma de posesión.

## Cónsul y ministro plenipotenciario ante el Imperio del Brasil

Imperio del Brasil en el mundo, desde 1822 - 1825.

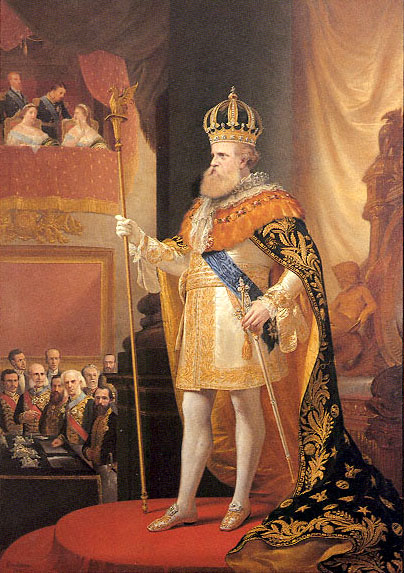
Emperador Pedro II de Brasil, 1873.

División política del Imperio del Brasil.

### Predecesores en Río de Janeiro y nombramiento
La representación diplomática argentina en Río de Janeiro había estado a cargo de Luis Lorenzo Domínguez, entre 1875 y 1882. Este sería reemplazado por José Evaristo Uriburu pero que al final no llegó a asumir sus funciones. En estas circunstancias fue que el ministro de Relaciones Exteriores Victorino de La Plaza, decidió nombrar a Jacinto Villegas en el cargo antes citado. En cuanto a la política exterior que llevaba adelante en ese momento el presidente argentino Julio Argentino Roca, es interesante analizar su mensaje leído ante el Congreso el 1 de mayo de 1882, días antes de firmar la nueva designación.
Jacinto Mariano fue designado ministro plenipotenciario ante el Imperio del Brasil, nombramiento que motivó la instrucción absolutamente reservada.

### Instrucciones del presidente Roca
El 10 de junio de 1882, el cónsul argentino Jacinto Mariano Villegas recibió un documento oficial que llevaba el rótulo de «Absolutamente Reservado», en el cual el presidente Roca le daba instrucciones acerca de cómo manejar la relación con el Imperio del Brasil, una vez llegado a Río de Janeiro. Las instrucciones que dio Roca a su enviado al Brasil comienzan diciendo:

El Presidente de la República ha considerado conveniente acreditar temporariamente en su carácter de Enviado Extraordinario y Ministro Plenipotenciario al Señor Don Jacinto Villegas ante el Gobierno del Brasil, y para el desempeño de su misión, se le expiden las siguientes instrucciones.

El objetivo de mantener buenas relaciones con Brasil está en el párrafo siguiente cuando dice:

"Este Gobierno se propone cultivar las buenas relaciones que existen entre uno y otro país y sus respectivos Gobiernos, estrechando cuanto sea posible los vínculos de amistad; y á ese fin el Señor Ministro hará lo que la prudencia y decoro aconsejen".

Se evidencia en esta última frase el otorgamiento de cierto grado de libertad de acción al representante diplomático argentino, en la determinación de los medios a utilizar para alcanzar el objetivo fijado aunque recomendando pedir «instrucciones especiales» si la situación lo requiriese:

En cualquier emergencia que ocurriese, el Sr. Ministro deberá preceder con la moderación y deferencia que las circunstancias permitan, ajustándose en todo caso al estado de nuestras relaciones, y pidiendo instrucciones especiales, si fuese necesario.

Hacia finales de la Guerra de la Triple Alianza, Brasil y la Argentina venían librando una competencia por el liderazgo regional que se traducía en acciones sobre Uruguay, Paraguay y Bolivia, lo que había generado ciertas prevenciones entre los dos países, como lo demuestra el párrafo siguiente:

Como es de opinión general, que existen recelos y prevenciones tradicionales entre ambos países, dando lugar á que las relaciones políticas de ambos Gobiernos sean hasta cierto punto cautelosas, el Sr. Ministro inspirándose en estas instrucciones, tratará de abrir una marcha de confianza haciendo sentir á ese Gobierno que el Argentino es leal y circunspecto en su proceder, y que la seguridad de nuestros relaciones debe reposar en el respeto y consideración recíprocos.

La necesidad de mantener buenas relaciones entre el imperio y la república fue una constante en la política de Roca y era un elemento central en su concepción estratégica. El hecho que la pugna se centrara en la influencia sobre los países más pequeños de la región, aparece claramente en las líneas siguientes:

La política del Imperio versa constantemente sobre los pueblos circunvecinos, y conviene á los intereses de la República estar al corriente de todo lo que con esos puntos se relacione. Queda pues, fiada á la discreción y habilidad del Sr. Ministro, imponerse y comunicar minuciosamente al Gobierno lo concerniente á esos asuntos.

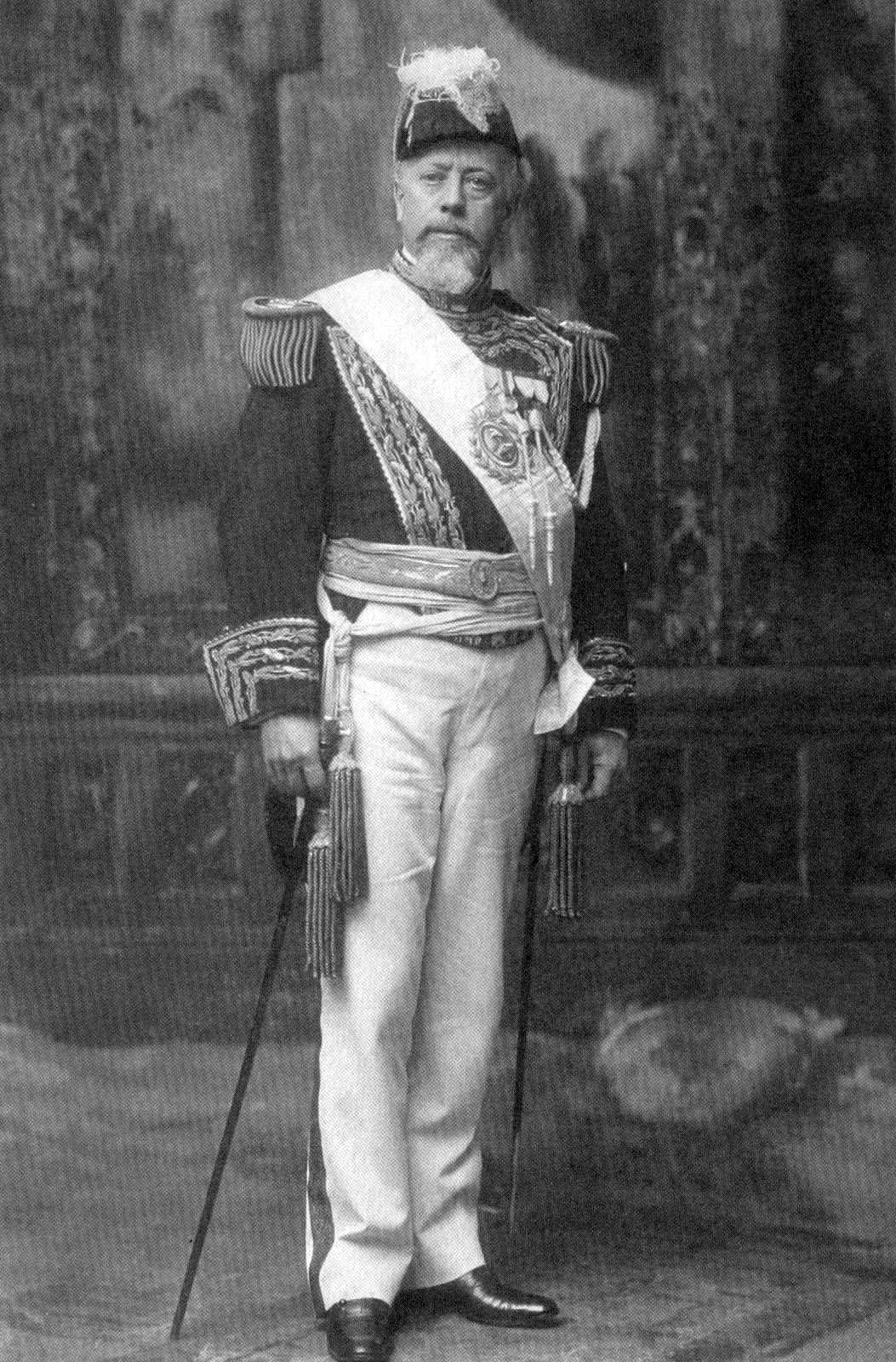
Julio Argentino Roca.

Subyacía en este período de la República Argentina, la prevención de que existía un eje Río-Santiago que podía proyectarse en forma adversa hacia ese país y que además el imperio realizaba una política tendiente a aislarle de sus vecinos. A su vez, en el gobierno de Río de Janeiro había una análoga impresión, acentuada por el hecho de que Brasil era la única monarquía de América del Sur, el único país que mantenía el régimen de esclavitud y que además estaba rodeado de naciones de habla hispana, sin olvidar a las colonias europeas de las Guayanas (británica, holandesa y francesa). En este contexto deben entenderse las mutuas prevenciones, que permiten interpretar este pasaje de las instrucciones:

Conviene igualmente que el Sr. Ministro trate de imponerse de las relaciones que el Gobierno del Brasil mantenga con los de otras Naciones, investigando cuales sean las más estrechas y los motivos ó circunstancias que medien para ello, dando aviso.

La sagacidad de Roca surge al precisar a Jacinto M. Villegas que:

Debe igualmente comunicar quienes sean los representantes de Naciones de Europa ó América allí acreditados, sus antecedentes y relaciones con el Emperador, sus Ministros y personas influyentes.

Gobernación de las Misiones Guaraníes antes de las ocupaciones paraguayas de 1811 en adelante y las de 1834 / 1841 hasta 1865, y las luso-brasileñas de 1801, sumado a la definitiva anexión brasileño-imperial de 1895, siendo este (en el mapa) el limitado hacia el oeste por los pequeños ríos —que figuran en el norte del territorio violáceo— llamados San Antonio que desemboca en el río Iguazú (hacia el norte) y Pepirí Guazú que desemboca en el río Uruguay (hacia el sur).

Roca siempre se caracterizó por ser un hombre muy bien informado y su gestión en el campo de las relaciones exteriores no escapaba a esta regla. La cuestión pendiente de límites con el imperio por el territorio de las Misiones, constituía un punto importante en la relación bilateral y para ello se instruye al Ministro Plenipotenciario Jacinto Villegas de este modo:

Como próximamente ha de tratarse la cuestión de límites, es necesario que el Sr. Ministro se mantenga atento á lo que allí se haga ó trate sobre la materia, demostrando por una conducta amistosa que este Gobierno no hará sino defender los derechos de la República y propender á una solución decorosa. Sobre esta materia recibirá en oportunidad las demás instrucciones que convenga.

El presidente argentino sabía que la sensación de firmeza propia en una negociación, evitaba equívocos o malas interpretaciones. En cuanto a la superficie en litigio en el noreste del entonces Territorio Nacional de Misiones delimitado por los ríos San Antonio, Pepirí Guazú, Uruguay, Iguazú, Chapecó y Chopim —río cambiado por otro más oriental en 1887, llamado Jangada— había surgido, con anterioridad a su gestión, un error de interpretación de nombres ya que estos dos últimos ríos eran llamados Pequirí-Guazú y San Antonio Guazú por el gobierno argentino desde 1881, generándose una confusión al no poder determinarse cuáles eran los límites fijados en la época colonial de ambos países —por el tratado de San Ildefonso de 1777, entre España y Portugal— .
Pero el contenido económico y comercial ocuparon un lugar importante en las instrucciones —los cuatro países con los cuales se propuso la convención aduanera, son exactamente los mismos que el 26 de marzo de 1991 firmaron el Tratado de Asunción que formalizaría al Mercosur y es aquí, donde aparece hace más de un siglo, un antecedente del mismo— en una época en que por lo general, tenían un menor interés en el campo diplomático:

"Ha de tratarse igualmente de celebrar una convención aduanera entre la República, el Imperio, la República Oriental y la del Paraguay con propósito de impedir y castigar los contrabandos que se hacen. A ese fin el Sr. Ministro pondrá todo su empeño, demostrando las conveniencias recíprocas de esa medida y la importancia que ella tendrá para estrechar los vínculos de amistad".

Por un lado respondían a la realidad de una región, que era la cuenca del Plata, la que históricamente ha tenido una proyección diferente a la de los países del Pacífico. Pero también habría que recordar, que al momento de firmarse estas instrucciones, Chile estaba en guerra contra Perú y Bolivia y, en consecuencia, tampoco podría plantearse incorporar a alguno de estos países a un acuerdo aduanero, dadas las circunstancias que estaban atravesando.

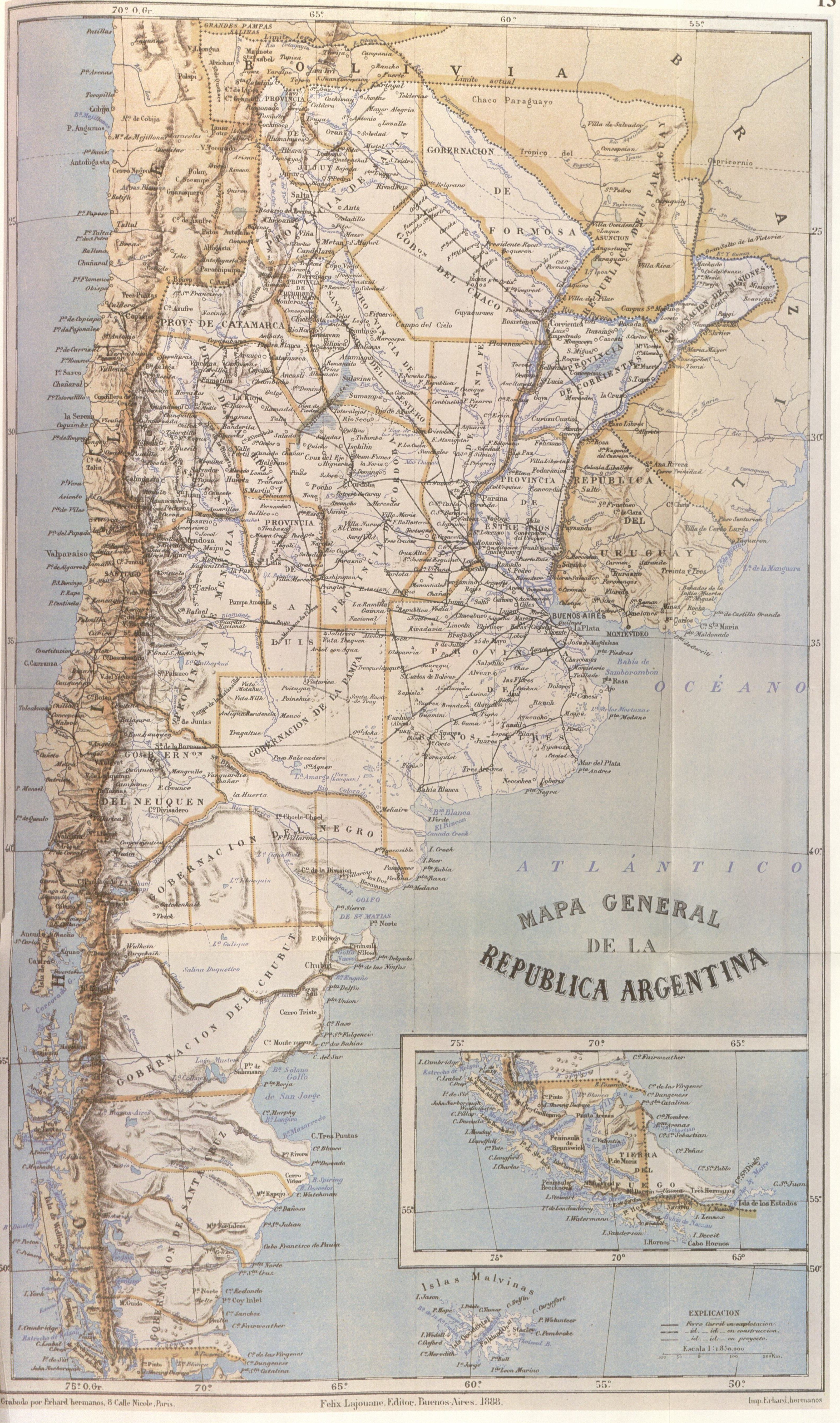
La República Argentina en 1888. La Puna de Atacama (anexada por Bolivia desde 1826 hasta 1879 en que la ocupó Chile hasta 1884, luego desde 1887 - 1893 y de 1896 - 1899) al igual que la zona de San Pedro (ocupado por Chile definitivamente desde 1879)

La formación positivista de Roca le hacía dar prioridad a lo económico en el marco de la gestión de gobierno y ello se hace evidente en el párrafo siguiente cuando dice:

Debe proponer y gestionar todas aquellas medidas que pudiesen ser de franquicia para nuestro comercio.

En el plano administrativo, las instrucciones indican al cónsul Villegas que:

Tendrá especial cuidado de imponerse de la conducta y desempeño de nuestros Cónsules, dando cuenta de todo lo que á su juicio conviene reformar ya sea en el personal ó en sus atribuciones é indicar su fuere conveniente crear nuevos Consulados.

Las limitaciones que tenían las comunicaciones en esa época, que obligaban a los representantes diplomáticos a tomar decisiones a veces sin poder consultar, hacen que en el párrafo final de las instrucciones Roca termine diciendo:

El Presidente de la República espera, que el Sr. Ministro procederá en todo lo demás que no estuviere previsto en estas instrucciones, con su reconocido patriotismo y habilidad, teniendo siempre en cuenta los grandes intereses de su patria.

Roca dijo en su mensaje al Congreso de mayo de 1883 que 

nuestras relaciones con el Imperio del Brasil se conservan en el mejor estado, sin que haya absolutamente temor alguno de que puedan alterarse, cooperando ambos pueblos y gobiernos a fortalecer sus recíprocos sentimientos de amistad.

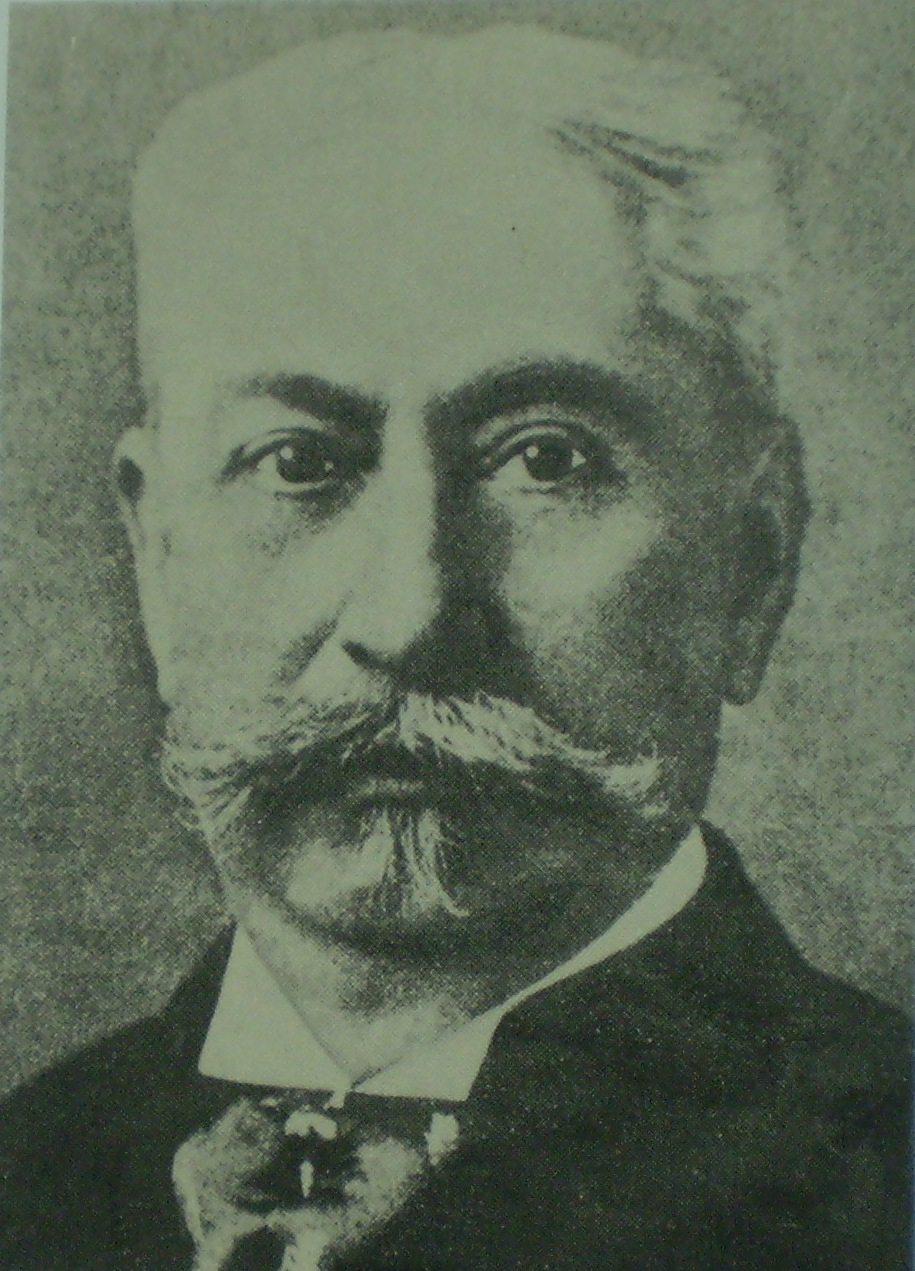
Vicente Gaspar Quesada.

El cónsul y ministro plenipotenciario Jacinto Mariano de Villegas permanecería solo un año como representante diplomático en Río de Janeiro pasando a desempeñar funciones en el Perú y reemplazado por Vicente Gaspar Quesada en aquel país.
El objetivo de lograr una convención aduanera entre los cuatro países del actual Mercosur, fijado por Julio Argentino Roca en sus instrucciones absolutamente reservadas dadas al representante diplomático argentino Jacinto M. Villegas, en Río de Janeiro, constituyen un antecedente remoto del acuerdo del Mercosur, que evidencia que la integración de los países de la región tenía raíces profundas en la historia y que no se trataba de una política circunstancial.
La cuestión de límites en el noreste del Territorio Nacional de Misiones se resolverá, pasada más de una década y durante la representación de Estanislao Zeballos, con un fallo del Presidente norteamericano en el Laudo de Cleveland sobre Misiones en 1895 que otorgará el territorio en disputa a los ya Estados Unidos del Brasil y que Argentina debió reconocer como de soberanía de aquel. La victoria del delegado brasileño ante el arbitraje, el Barón de Río Branco, lo proyectará políticamente en su país a partir de este triunfo, mientras que la derrota argentina, hará que el representante argentino en esta circunstancia, asuma una posición muy adversa hacia el Brasil y hacia el barón José María da Silva Paranhos Junior, como se pondrá en evidencia durante la presidencia de Figueroa Alcorta.

## Cónsul en la República del Perú

Perú en el mundo

Territorios ocupados por Chile en 1879 del «Departamento del Litoral» boliviano, del Tarapacá peruano y de la Puna de Atacama salteña en poder boliviana —de Chile hasta 1884, luego desde 1887 - 1893 y por último de 1896 - 1899— y con el territorio atacameño de San Pedro desde que comenzara la Guerra del Pacífico.

Destacaba como logro principal para la Argentina, la paz con Chile que se había alcanzado mediante el acuerdo de límites firmado el año anterior, señalando lo siguiente:

La cuestión de límites con la República de Chile, que tanto preocupaba los ánimos y que había pasado por variadas y peligrosas alternativas, quedó amistosamente terminada, como vosotros lo sabéis, y nuestras relaciones con aquella Nación descansan ahora en la más completa armonía.

Pero a la vez que remarcaba este logro advertía acerca del riesgo que implicaba para la paz de la región la llamada Guerra del Pacífico que en ese momento estaba librando Chile contra Perú y Bolivia.
Inmediatamente Roca expresó la razón por la cual la Argentina suspendía su gestión diplomática, para lograr una mediación conjunta con Brasil, y así poner término a la guerra, por lo que se argumentó lo siguiente:

En tales circunstancias, apareció la interposición del Gobierno de los Estados Unidos, y se creó prudente suspender toda proposición al respecto por nuestra parte, para no interrumpir el curso de las negociaciones que se habían promovido.

Aparece de esta manera, durante los sesenta años siguiente, la disputa entre Estados Unidos y Argentina por liderar las iniciativas diplomáticas en la región. Había sucedido con la Guerra del Pacífico, y pasado más de medio siglo, con la Guerra del Chaco.
El ministro Jacinto Mariano de Villegas, representante en ese momento como diplomático en Río de Janeiro, fue trasferido en 1884 a la República del Perú para desempeñar sus funciones de cónsul, un destino muy importante para la Argentina dado que en ese momento había finalizado la guerra antes citada, con la contundente victoria de Chile.

### Radicación definitiva en el Uruguay
Luego de culminar su labor diplomática se mudó con su familia a su muy conocida y amada Montevideo que tanto le cuidó en sus tiempos de exilio y que contribuyó a su pacificación, acompañado de su esposa y sus hijos.

### Fallecimiento
Finalmente el exfuncionario argentino Jacinto Mariano de Villegas fallecería en esta misma ciudad el 17 de octubre de 1896, al lado de su familia, quienes permanecieron en la urbe hasta el deceso de su viuda Magdalena Vidal Hernández el 13 de enero de 1912.

## Matrimonio y descendencia
Jacinto Mariano Villegas del Campo se había unido en matrimonio en 1852 con Magdalena Vidal Hernández Rubio (Buenos Aires, 1829 - Montevideo, 13 de enero de 1912) y con quien tuvo nueve hijos:
- Margarita Magdalena Mariana de los Reyes Villegas Vidal (n. ca. 1853) casada con Gabriel Márquez y quienes concibieron una hija.
- Miguel Antonio Villegas Vidal (n. ca. 1855).
- Antonio Villegas Vidal (n. ca. 1858).
- Alfredo İldefonso Villegas Vidal[4] (n. ca. 1860) en nupcias en 1884 con Angélica Márquez Vidal quienes fueran padres de María Angélica Margarita, Alfredo Teodoro y María Magdalena Villegas.
- Arturo Villegas Vidal (n. ca. 1863).
- Jacinto Lucio Villegas Vidal (n. 28 de febrero de 1865 - f. 1 de enero de 1934) era un diplomático y ministro plenipotenciario en Suiza, casado hacia 1889 con Helena Hamilton İlla (n. ca. 1870), una hija de Federico Hamilton César y de su esposa desde el 9 de agosto de 1869, Laura İlla Viamonte que era una nieta del general Juan José Viamonte y de su mujer Bernardina Chavarría Andrade y Suárez Flores, una patricia argentina.[12] Jacinto y Elena tuvieron tres hijos: Juan Jacinto Carlos Villegas Hamilton[13] (n. Londres, Reino Unido, 10 de diciembre de 1890), el arquitecto Alfredo Jacinto Villegas Hamilton[14] (ib., 20 de junio de 1892 - Buenos Aires, 20 de septiembre de 1920) —se enlazaría con Elena Aguirre Lynch (n. Buenos Aires, 26 de junio de 1893) quien fuera tataranieta de Juan Esteban Anchorena Zundueta (Corella de Navarra, España, 15 de febrero de 1734 - Buenos Aires, 8 de marzo de 1808), el fundador de la familia argentina homónima— y María Magdalena Laura Villegas Hamilton (n. ca. 1896).
- Elena Máxima Villegas Vidal (n. ca. 1868).
- Alberto Gregorio Villegas Vidal[2] (Montevideo, 19 de septiembre de 1870 - Buenos Aires, 11 de junio de 1952) era un hacendado unido en matrimonio en la iglesia del Socorro el 15 de mayo de 1904 con María Josefa Meeks Casalins[2] (n. 13 de mayo de 1881) y fueron padres de Alberto Jacinto Villegas Weeks (n. 17 de mayo de 1910) y de María Clementina Villegas Weeks (n. ca. 1912).
- Julia Ana Villegas Vidal (n. ca. 1872) enlazada con Ricardo José Shaw Wells, y concibieron a Ricardo Carlos Jacinto Shaw Villegas.

## Ancestros
| \| \| \| \| \| \| \| \| \| \| \| \| \| \| \| \| \| \| \| \| 16. Juan de Villegas y Barreda, tercio de los españoles (hijo de Rodrigo de Villegas V Tagle y de la Torre, XIII señor de la Casa de Villegas en Cóbreces, y descendiente del primer señor Ruy Pérez II de Villegas, merino mayor de Castilla) \| \| \| \| \| \| \| \| \| \| \| \| \| \| \| \| \| \| \| \| \| \| \| \| \| \| \| \| \| \| \| \| \| \| \| \| \| \| \| \| \| \| \| \| \| \| \| \| \| \| \| \| \| \| 8. Francisco de Villegas y Gómez de Arce, doctor en abogacía \| \| \| \| \| \| \| \| \| \| \| \| \| \| \| \| \| \| \| \| \| \| \| \| \| \| \| \| \| \| \| \| \| \| \| \| \| \| \| \| \| \| \| \| \| \| \| \| \| \| \| \| \| \| 17. Justa Gómez de Arce \| \| \| \| \| \| \| \| \| \| \| \| \| \| \| \| \| \| \| \| \| \| \| \| \| \| \| \| \| \| \| \| \| \| \| \| \| \| \| \| \| \| \| \| \| \| \| \| \| \| \| \| \| \| 4. Francisco de Villegas y López Quevedo, procurador de Cóbreces \| \| \| \| \| \| \| \| \| \| \| \| \| \| \| \| \| \| \| \| \| \| \| \| \| \| \| \| \| \| \| \| \| \| \| \| \| \| \| \| \| \| \| \| \| \| \| \| \| \| \| \| \| \| 18. Antonio López \| \| \| \| \| \| \| \| \| \| \| \| \| \| \| \| \| \| \| \| \| \| \| \| \| \| \| \| \| \| \| \| \| \| \| \| \| \| \| \| \| \| \| \| \| \| \| \| \| \| \| \| \| \| 9. Josefa López Quevedo \| \| \| \| \| \| \| \| \| \| \| \| \| \| \| \| \| \| \| \| \| \| \| \| \| \| \| \| \| \| \| \| \| \| \| \| \| \| \| \| \| \| \| \| \| \| \| \| \| \| \| \| \| \| 19. María de Quevedo \| \| \| \| \| \| \| \| \| \| \| \| \| \| \| \| \| \| \| \| \| \| \| \| \| \| \| \| \| \| \| \| \| \| \| \| \| \| \| \| \| \| \| \| \| \| \| \| \| \| \| \| \| \| 2. Miguel Mariano de Villegas, doctor en abogacía, síndico-procurador, diputado, asesor de gobierno y decano del Superior Tribunal de Justicia argentino (primo hermano de José de Villegas y Gómez de Arce, contador de la Real Armada Española y juez de paz uruguayo) \| \| \| \| \| \| \| \| \| \| \| \| \| \| \| \| \| \| \| \| \| \| \| \| \| \| \| \| \| \| \| \| \| \| \| \| \| \| \| \| \| \| \| \| \| \| \| \| \| \| \| \| \| \| 20. Andrés Fernández \| \| \| \| \| \| \| \| \| \| \| \| \| \| \| \| \| \| \| \| \| \| \| \| \| \| \| \| \| \| \| \| \| \| \| \| \| \| \| \| \| \| \| \| \| \| \| \| \| \| \| \| \| \| 10. Juan Fernández Álvarez \| \| \| \| \| \| \| \| \| \| \| \| \| \| \| \| \| \| \| \| \| \| \| \| \| \| \| \| \| \| \| \| \| \| \| \| \| \| \| \| \| \| \| \| \| \| \| \| \| \| \| \| \| \| 21. Margarita Álvarez \| \| \| \| \| \| \| \| \| \| \| \| \| \| \| \| \| \| \| \| \| \| \| \| \| \| \| \| \| \| \| \| \| \| \| \| \| \| \| \| \| \| \| \| \| \| \| \| \| \| \| \| \| \| 5. María Mercedes Fernández Machado de Melo y Manzanares Maciel \| \| \| \| \| \| \| \| \| \| \| \| \| \| \| \| \| \| \| \| \| \| \| \| \| \| \| \| \| \| \| \| \| \| \| \| \| \| \| \| \| \| \| \| \| \| \| \| \| \| \| \| \| \| 22. Juan Francisco Machado de Melo y Manzanares (bisnieto de la infanzona Inés Nunes Cabral de Melo y de Gil Gonçalves de Moura) \| \| \| \| \| \| \| \| \| \| \| \| \| \| \| \| \| \| \| \| \| \| \| \| \| \| \| \| \| \| \| \| \| \| \| \| \| \| \| \| \| \| \| \| \| \| \| \| \| \| \| \| \| \| 11. Ana Machado de Melo y Manzanares Maciel \| \| \| \| \| \| \| \| \| \| \| \| \| \| \| \| \| \| \| \| \| \| \| \| \| \| \| \| \| \| \| \| \| \| \| \| \| \| \| \| \| \| \| \| \| \| \| \| \| \| \| \| \| \| 23. María Maciel Pacheco y Colares Escobar (chozna de Alonso de Escobar, I regidor del Cabildo de Buenos Aires, y descendiente de Martín Suárez de Toledo, XI gobernador del Río de la Plata y del Paraguay) \| \| \| \| \| \| \| \| \| \| \| \| \| \| \| \| \| \| \| \| \| \| \| \| \| \| \| \| \| \| \| \| \| \| \| \| \| \| \| \| \| \| \| \| \| \| \| \| \| \| \| \| \| \| 1. Jacinto Mariano de Villegas \| \| \| \| \| \| \| \| \| \| \| \| \| \| \| \| \| \| \| \| \| \| \| \| \| \| \| \| \| \| \| \| \| \| \| \| \| \| \| \| \| \| \| \| \| \| \| \| \| \| \| \| \| \| 24. Cristóbal del Campo y Cuesta de Saavedra, caballero de la Orden de Calatrava, señor de Loreto y del mayorazgo de la Casa Del Campo de Villaviciosa (hermano de Nicolás Ignacio del Campo y Cuesta, I marqués de Loreto) \| \| \| \| \| \| \| \| \| \| \| \| \| \| \| \| \| \| \| \| \| \| \| \| \| \| \| \| \| \| \| \| \| \| \| \| \| \| \| \| \| \| \| \| \| \| \| \| \| \| \| \| \| \| 12. Diego Estanislao del Campo y Maestre (primo hermano de Nicolás Felipe Cristóbal del Campo y Rodríguez de Salamanca, II marqués de Loreto y III virrey del Río de la Plata) \| \| \| \| \| \| \| \| \| \| \| \| \| \| \| \| \| \| \| \| \| \| \| \| \| \| \| \| \| \| \| \| \| \| \| \| \| \| \| \| \| \| \| \| \| \| \| \| \| \| \| \| \| \| 25. María de Maestre y Rodríguez de las Varillas de Salamanca \| \| \| \| \| \| \| \| \| \| \| \| \| \| \| \| \| \| \| \| \| \| \| \| \| \| \| \| \| \| \| \| \| \| \| \| \| \| \| \| \| \| \| \| \| \| \| \| \| \| \| \| \| \| 6. Augusto Nicolás Cristóbal del Campo y Forgueras, jefe de la guardia virreinal y cabildante de Buenos Aires \| \| \| \| \| \| \| \| \| \| \| \| \| \| \| \| \| \| \| \| \| \| \| \| \| \| \| \| \| \| \| \| \| \| \| \| \| \| \| \| \| \| \| \| \| \| \| \| \| \| \| \| \| \| 26. Juan de Forgueras \| \| \| \| \| \| \| \| \| \| \| \| \| \| \| \| \| \| \| \| \| \| \| \| \| \| \| \| \| \| \| \| \| \| \| \| \| \| \| \| \| \| \| \| \| \| \| \| \| \| \| \| \| \| 13. Isabel de Forgueras y Mayo \| \| \| \| \| \| \| \| \| \| \| \| \| \| \| \| \| \| \| \| \| \| \| \| \| \| \| \| \| \| \| \| \| \| \| \| \| \| \| \| \| \| \| \| \| \| \| \| \| \| \| \| \| \| 27. Clara de Mayo \| \| \| \| \| \| \| \| \| \| \| \| \| \| \| \| \| \| \| \| \| \| \| \| \| \| \| \| \| \| \| \| \| \| \| \| \| \| \| \| \| \| \| \| \| \| \| \| \| \| \| \| \| \| 3. Juana María de Jesús del Campo y Maciel (hermana de Juan Estanislao del Campo, teniente coronel y unitario, prima hermana de Fernando Alfaro Maciel, hacendado y político, y prima segunda de Rafael Valentín Valdivieso Zañartu, arzobispo de Santiago de Chile, y de Francisca de Paula Verdugo Fernández de Valdivieso y Herrera quien fuera madre del general José Miguel Carrera, II director supremo de Chile durante la Patria Vieja, y de los otros hermanos Carrera) \| \| \| \| \| \| \| \| \| \| \| \| \| \| \| \| \| \| \| \| \| \| \| \| \| \| \| \| \| \| \| \| \| \| \| \| \| \| \| \| \| \| \| \| \| \| \| \| \| \| \| \| \| \| 28. Manuel Maciel y Cabral de Alpoin, maestre de campo y alcalde de las ciudades de Corrientes y Santa Fe \| \| \| \| \| \| \| \| \| \| \| \| \| \| \| \| \| \| \| \| \| \| \| \| \| \| \| \| \| \| \| \| \| \| \| \| \| \| \| \| \| \| \| \| \| \| \| \| \| \| \| \| \| \| 14. Joaquín Maciel y Lacoizqueta, teniente de gobernador de Santa Fe (hermano de Juan Baltasar Maciel, doctor en abogacía, sacerdote y padrino del patriota Manuel Belgrano) \| \| \| \| \| \| \| \| \| \| \| \| \| \| \| \| \| \| \| \| \| \| \| \| \| \| \| \| \| \| \| \| \| \| \| \| \| \| \| \| \| \| \| \| \| \| \| \| \| \| \| \| \| \| 29. Rosa de Lacoizqueta y Martínez del Monje (hija de Juan de Lacoizqueta, maestre de campo y teniente de gobernador de Santa Fe) \| \| \| \| \| \| \| \| \| \| \| \| \| \| \| \| \| \| \| \| \| \| \| \| \| \| \| \| \| \| \| \| \| \| \| \| \| \| \| \| \| \| \| \| \| \| \| \| \| \| \| \| \| \| 7. María Juana Maciel y Fernández de Valdivieso (prima hermana del doctor Manuel Joaquín de Valdivieso, secretario de Gobierno y diputado de la República de Chile, y de Cosme Maciel, constructor naval, político y primer abanderado argentino) \| \| \| \| \| \| \| \| \| \| \| \| \| \| \| \| \| \| \| \| \| \| \| \| \| \| \| \| \| \| \| \| \| \| \| \| \| \| \| \| \| \| \| \| \| \| \| \| \| \| \| \| \| \| 30. Silvestre Fernández de Valdivieso y Arbizu del Campo, maestre de campo \| \| \| \| \| \| \| \| \| \| \| \| \| \| \| \| \| \| \| \| \| \| \| \| \| \| \| \| \| \| \| \| \| \| \| \| \| \| \| \| \| \| \| \| \| \| \| \| \| \| \| \| \| \| 15. Isidora Fernández de Valdivieso Arbizu y Herrera Cabrera Velasco \| \| \| \| \| \| \| \| \| \| \| \| \| \| \| \| \| \| \| \| \| \| \| \| \| \| \| \| \| \| \| \| \| \| \| \| \| \| \| \| \| \| \| \| \| \| \| \| \| \| \| \| \| \| 31. Jerónima Rosa de Herrera Cabrera y Velasco (descendiente de Juan Ramírez de Velasco, Hernando Arias de Saavedra, Diego de Villarroel, Martín Suárez de Toledo, Jerónimo Luis de Cabrera y Juan de Garay) \| \| \| \| \| \| \| \| \| \| \| \| \| \| \| \| \| \| \| \| \| \| \| \| \| \| \| \| \| \| \| \| \| \| \| \| \| \| \| \| \| \| \| \| \| \| \| \| \| \| \| \| | |  |  |  |  |  |  |  |  |  |  |  |  |  |  |  |
| | |  |  |  |  |  |  |  |  |  |  |  |  |  |  |  |
| | 16. Juan de Villegas y Barreda, tercio de los españoles (hijo de Rodrigo de Villegas V Tagle y de la Torre, XIII señor de la Casa de Villegas en Cóbreces, y descendiente del primer señor Ruy Pérez II de Villegas, merino mayor de Castilla) |  |  |  |  |  |  |  |  |  |  |  |  |  |  |  |
| | |  |  |  |  |  |  |  |  |  |  |  |  |  |  |  |
| | |  |  |  |  |  |  |  |  |  |  |  |  |  |  |  |
| | 8. Francisco de Villegas y Gómez de Arce, doctor en abogacía |  |  |  |  |  |  |  |  |  |  |  |  |  |  |  |
| | |  |  |  |  |  |  |  |  |  |  |  |  |  |  |  |
| | |  |  |  |  |  |  |  |  |  |  |  |  |  |  |  |
| | 17. Justa Gómez de Arce |  |  |  |  |  |  |  |  |  |  |  |  |  |  |  |
| | |  |  |  |  |  |  |  |  |  |  |  |  |  |  |  |
| | |  |  |  |  |  |  |  |  |  |  |  |  |  |  |  |
| | 4. Francisco de Villegas y López Quevedo, procurador de Cóbreces |  |  |  |  |  |  |  |  |  |  |  |  |  |  |  |
| | |  |  |  |  |  |  |  |  |  |  |  |  |  |  |  |
| | |  |  |  |  |  |  |  |  |  |  |  |  |  |  |  |
| | 18. Antonio López |  |  |  |  |  |  |  |  |  |  |  |  |  |  |  |
| | |  |  |  |  |  |  |  |  |  |  |  |  |  |  |  |
| | |  |  |  |  |  |  |  |  |  |  |  |  |  |  |  |
| | 9. Josefa López Quevedo |  |  |  |  |  |  |  |  |  |  |  |  |  |  |  |
| | |  |  |  |  |  |  |  |  |  |  |  |  |  |  |  |
| | |  |  |  |  |  |  |  |  |  |  |  |  |  |  |  |
| | 19. María de Quevedo |  |  |  |  |  |  |  |  |  |  |  |  |  |  |  |
| | |  |  |  |  |  |  |  |  |  |  |  |  |  |  |  |
| | |  |  |  |  |  |  |  |  |  |  |  |  |  |  |  |
| | 2. Miguel Mariano de Villegas, doctor en abogacía, síndico-procurador, diputado, asesor de gobierno y decano del Superior Tribunal de Justicia argentino (primo hermano de José de Villegas y Gómez de Arce, contador de la Real Armada Española y juez de paz uruguayo) |  |  |  |  |  |  |  |  |  |  |  |  |  |  |  |
| | |  |  |  |  |  |  |  |  |  |  |  |  |  |  |  |
| | |  |  |  |  |  |  |  |  |  |  |  |  |  |  |  |
| | 20. Andrés Fernández |  |  |  |  |  |  |  |  |  |  |  |  |  |  |  |
| | |  |  |  |  |  |  |  |  |  |  |  |  |  |  |  |
| | |  |  |  |  |  |  |  |  |  |  |  |  |  |  |  |
| | 10. Juan Fernández Álvarez |  |  |  |  |  |  |  |  |  |  |  |  |  |  |  |
| | |  |  |  |  |  |  |  |  |  |  |  |  |  |  |  |
| | |  |  |  |  |  |  |  |  |  |  |  |  |  |  |  |
| | 21. Margarita Álvarez |  |  |  |  |  |  |  |  |  |  |  |  |  |  |  |
| | |  |  |  |  |  |  |  |  |  |  |  |  |  |  |  |
| | |  |  |  |  |  |  |  |  |  |  |  |  |  |  |  |
| | 5. María Mercedes Fernández Machado de Melo y Manzanares Maciel |  |  |  |  |  |  |  |  |  |  |  |  |  |  |  |
| | |  |  |  |  |  |  |  |  |  |  |  |  |  |  |  |
| | |  |  |  |  |  |  |  |  |  |  |  |  |  |  |  |
| | 22. Juan Francisco Machado de Melo y Manzanares (bisnieto de la infanzona Inés Nunes Cabral de Melo y de Gil Gonçalves de Moura) |  |  |  |  |  |  |  |  |  |  |  |  |  |  |  |
| | |  |  |  |  |  |  |  |  |  |  |  |  |  |  |  |
| | |  |  |  |  |  |  |  |  |  |  |  |  |  |  |  |
| | 11. Ana Machado de Melo y Manzanares Maciel |  |  |  |  |  |  |  |  |  |  |  |  |  |  |  |
| | |  |  |  |  |  |  |  |  |  |  |  |  |  |  |  |
| | |  |  |  |  |  |  |  |  |  |  |  |  |  |  |  |
| | 23. María Maciel Pacheco y Colares Escobar (chozna de Alonso de Escobar, I regidor del Cabildo de Buenos Aires, y descendiente de Martín Suárez de Toledo, XI gobernador del Río de la Plata y del Paraguay) |  |  |  |  |  |  |  |  |  |  |  |  |  |  |  |
| | |  |  |  |  |  |  |  |  |  |  |  |  |  |  |  |
| | |  |  |  |  |  |  |  |  |  |  |  |  |  |  |  |
| | 1. Jacinto Mariano de Villegas |  |  |  |  |  |  |  |  |  |  |  |  |  |  |  |
| | |  |  |  |  |  |  |  |  |  |  |  |  |  |  |  |
| | |  |  |  |  |  |  |  |  |  |  |  |  |  |  |  |
| | 24. Cristóbal del Campo y Cuesta de Saavedra, caballero de la Orden de Calatrava, señor de Loreto y del mayorazgo de la Casa Del Campo de Villaviciosa (hermano de Nicolás Ignacio del Campo y Cuesta, I marqués de Loreto) |  |  |  |  |  |  |  |  |  |  |  |  |  |  |  |
| | |  |  |  |  |  |  |  |  |  |  |  |  |  |  |  |
| | |  |  |  |  |  |  |  |  |  |  |  |  |  |  |  |
| | 12. Diego Estanislao del Campo y Maestre (primo hermano de Nicolás Felipe Cristóbal del Campo y Rodríguez de Salamanca, II marqués de Loreto y III virrey del Río de la Plata) |  |  |  |  |  |  |  |  |  |  |  |  |  |  |  |
| | |  |  |  |  |  |  |  |  |  |  |  |  |  |  |  |
| | |  |  |  |  |  |  |  |  |  |  |  |  |  |  |  |
| | 25. María de Maestre y Rodríguez de las Varillas de Salamanca |  |  |  |  |  |  |  |  |  |  |  |  |  |  |  |
| | |  |  |  |  |  |  |  |  |  |  |  |  |  |  |  |
| | |  |  |  |  |  |  |  |  |  |  |  |  |  |  |  |
| | 6. Augusto Nicolás Cristóbal del Campo y Forgueras, jefe de la guardia virreinal y cabildante de Buenos Aires |  |  |  |  |  |  |  |  |  |  |  |  |  |  |  |
| | |  |  |  |  |  |  |  |  |  |  |  |  |  |  |  |
| | |  |  |  |  |  |  |  |  |  |  |  |  |  |  |  |
| | 26. Juan de Forgueras |  |  |  |  |  |  |  |  |  |  |  |  |  |  |  |
| | |  |  |  |  |  |  |  |  |  |  |  |  |  |  |  |
| | |  |  |  |  |  |  |  |  |  |  |  |  |  |  |  |
| | 13. Isabel de Forgueras y Mayo |  |  |  |  |  |  |  |  |  |  |  |  |  |  |  |
| | |  |  |  |  |  |  |  |  |  |  |  |  |  |  |  |
| | |  |  |  |  |  |  |  |  |  |  |  |  |  |  |  |
| | 27. Clara de Mayo |  |  |  |  |  |  |  |  |  |  |  |  |  |  |  |
| | |  |  |  |  |  |  |  |  |  |  |  |  |  |  |  |
| | |  |  |  |  |  |  |  |  |  |  |  |  |  |  |  |
| | 3. Juana María de Jesús del Campo y Maciel (hermana de Juan Estanislao del Campo, teniente coronel y unitario, prima hermana de Fernando Alfaro Maciel, hacendado y político, y prima segunda de Rafael Valentín Valdivieso Zañartu, arzobispo de Santiago de Chile, y de Francisca de Paula Verdugo Fernández de Valdivieso y Herrera quien fuera madre del general José Miguel Carrera, II director supremo de Chile durante la Patria Vieja, y de los otros hermanos Carrera) |  |  |  |  |  |  |  |  |  |  |  |  |  |  |  |
| | |  |  |  |  |  |  |  |  |  |  |  |  |  |  |  |
| | |  |  |  |  |  |  |  |  |  |  |  |  |  |  |  |
| | 28. Manuel Maciel y Cabral de Alpoin, maestre de campo y alcalde de las ciudades de Corrientes y Santa Fe |  |  |  |  |  |  |  |  |  |  |  |  |  |  |  |
| | |  |  |  |  |  |  |  |  |  |  |  |  |  |  |  |
| | |  |  |  |  |  |  |  |  |  |  |  |  |  |  |  |
| | 14. Joaquín Maciel y Lacoizqueta, teniente de gobernador de Santa Fe (hermano de Juan Baltasar Maciel, doctor en abogacía, sacerdote y padrino del patriota Manuel Belgrano) |  |  |  |  |  |  |  |  |  |  |  |  |  |  |  |
| | |  |  |  |  |  |  |  |  |  |  |  |  |  |  |  |
| | |  |  |  |  |  |  |  |  |  |  |  |  |  |  |  |
| | 29. Rosa de Lacoizqueta y Martínez del Monje (hija de Juan de Lacoizqueta, maestre de campo y teniente de gobernador de Santa Fe) |  |  |  |  |  |  |  |  |  |  |  |  |  |  |  |
| | |  |  |  |  |  |  |  |  |  |  |  |  |  |  |  |
| | |  |  |  |  |  |  |  |  |  |  |  |  |  |  |  |
| | 7. María Juana Maciel y Fernández de Valdivieso (prima hermana del doctor Manuel Joaquín de Valdivieso, secretario de Gobierno y diputado de la República de Chile, y de Cosme Maciel, constructor naval, político y primer abanderado argentino) |  |  |  |  |  |  |  |  |  |  |  |  |  |  |  |
| | |  |  |  |  |  |  |  |  |  |  |  |  |  |  |  |
| | |  |  |  |  |  |  |  |  |  |  |  |  |  |  |  |
| | 30. Silvestre Fernández de Valdivieso y Arbizu del Campo, maestre de campo |  |  |  |  |  |  |  |  |  |  |  |  |  |  |  |
| | |  |  |  |  |  |  |  |  |  |  |  |  |  |  |  |
| | |  |  |  |  |  |  |  |  |  |  |  |  |  |  |  |
| | 15. Isidora Fernández de Valdivieso Arbizu y Herrera Cabrera Velasco |  |  |  |  |  |  |  |  |  |  |  |  |  |  |  |
| | |  |  |  |  |  |  |  |  |  |  |  |  |  |  |  |
| | |  |  |  |  |  |  |  |  |  |  |  |  |  |  |  |
| | 31. Jerónima Rosa de Herrera Cabrera y Velasco (descendiente de Juan Ramírez de Velasco, Hernando Arias de Saavedra, Diego de Villarroel, Martín Suárez de Toledo, Jerónimo Luis de Cabrera y Juan de Garay) |  |  |  |  |  |  |  |  |  |  |  |  |  |  |  |
| | |  |  |  |  |  |  |  |  |  |  |  |  |  |  |  |
| | |  |  |  |  |  |  |  |  |  |  |  |  |  |  |  |